# HD 86081
HD 86081 — звезда, которая находится в созвездии Секстант на расстоянии около 297 световых лет от нас. Вокруг звезды обращается, как минимум, одна планета.

## Характеристики
HD 86081 принадлежит к звёздам главной последовательности и имеет массу и диаметр, равные 1,21 и 1,22 солнечных соответственно. Отсутствие линий Ca II, H и К в спектре звезды говорит о её слабой хромосферной активности.

## Планетная система
В 2006 году группой астрономов из консорциума N2K во главе с Деброй Фишер было объявлено об открытии планеты HD 86081 b в системе. Она принадлежит к классу горячих юпитеров, поскольку очень близко обращается к родительской звезде (на расстоянии 0,035 а. е.) и имеет массу, равную 1,5 массы Юпитера.